# Civilregistrering
Civilregistrering betegner den offentlige registrering af fødsler, bryllupper, partnerskaber, dødsfald og andet. I Danmark er civilregistreringen lagt under staten (herunder Statsforvaltningen), kommunen og Folkekirken.
I Sønderjylland ("De sønderjyske landsdele") har de borgerlige myndigheder fungeret som "Standesamt" siden 1. oktober 1874. Derfor er det her kommunen, der står for registrering af fødsler og dødsfald.